# Paul Guilfoyle
Paul Guilfoyle, född 28 april 1949 i Boston, är en amerikansk skådespelare.
Guilfoyle har bland annat medverkat i TV-serien CSI: Crime Scene Investigation. Han har även medverkat i filmerna Spotlight från 2015 och Don't Look Up från 2021.

## Filmografi (i urval)
- 1986 – Ingen plockar Howard
- 1987–1989 – Miami Vice (TV-serie) (2 avsnitt)
- 1987 – Snuten i Hollywood II
- 1987 – Tre män och en baby
- 1987 – Wall Street
- 1990 – Cadillac Man
- 1990 – I lagens namn (TV-serie) (1 avsnitt)
- 1993 – Välkommen Mrs. Doubtfire
- 1994 – Little Odessa
- 1994 – Quiz Show
- 1996 – Bakom stängda dörrar
- 1996 – Ransom
- 1996 – Striptease
- 1997 – Air Force One
- 1997 – Amistad
- 1997 – L.A. konfidentiellt
- 1997 – Night Falls on Manhattan
- 1998 – Ally McBeal (TV-serie) (1 avsnitt)
- 1998 – Förhandlaren
- 1998 – Spelets regler
- 2000–2014 – CSI: Crime Scene Investigation (TV-serie)
- 2005 – Justice League Unlimited (TV-serie)
- 2015 – Spotlight
- 2017–2018 – The Good Fight (TV-serie)
- 2020 – Star Trek: Discovery (TV-serie) (2 avsnitt)
- 2021 – CSI: Vegas (TV-serie)
- 2021 – Don't Look Up
- 2024 – Arthur the King